# Malakan
Pour les articles homonymes, voir Malakan.
Le Malakan est la seule race de chevaux de trait de la Turquie. Développé dans le Nord-Est du pays à partir de chevaux locaux du Caucase et de croisements avec des races russes et des chevaux de trait européens, ce cheval de traction se raréfie beaucoup avec la motorisation des transports.

## Dénomination
Il est également connu sous les noms d'« Ardahan » et de « Malakin »,.

## Histoire
Constituant la seule race de chevaux de trait de la Turquie,, son origine remonte à la fin du XIXe siècle,. Les ancêtres de la race, de type Anatolien de l'Est, sont déplacés vers Kars et Ardahan depuis les provinces de l'Est du Caucase,. Le Malakan provient des croisements de cette souche avec des chevaux Ardennais, Percheron, Shire, Clydesdale, Bitugue, Orlov, des chevaux danois lourds, et des Haflinger. En Turquie, il est croisé avec une race locale. Le gouvernement turc améliore le cheptel par de nouveaux croisements avec des Ardennais.
La motorisation des transports a beaucoup réduit les effectifs de la race. En 1998, les effectifs sont estimés se situer entre 100 et 1 000 têtes. En 2003, le Malakan est classé comme race en danger d'extinction.

## Description
D'après CAB International (2016), il toise de 1,35 m à 1,40 m. Le moins fiable guide Delachaux lui attribue une taille de 1,35 m à 1,42 m. Le modèle est mi-lourd.
La tête est expressive et élégante, posée sur une encolure courte et musclée,. Le poitrail, le dos et la croupe sont larges,, l'ossature est forte et lourde. Le Malakan présente un ventre rebondi et de solides membres.

### Robes
Les robes recensées sont le bai, le gris, l'alezan, le noir, et toutes les robes avec le gène Dun,,, notamment l'isabelle. 
D'après CAB International, le noir et le gris sont plus fréquents, alors que selon le guide Delachaux, viennent par ordre de fréquence le bai, le gris, l'alezan puis le noir.

### Tempérament et entretien
Le Malakan est un cheval puissant et très endurant. Son tempérament est réputé amical. Il résiste aux températures basses.

## Utilisations
Le Malakan est essentiellement un cheval de traction, adapté à l'attelage et aux travaux d'agriculture.

## Diffusion de l'élevage
Considéré comme une race locale turque, il est principalement élevé autour d'Ardahan et dans la province de Kars, dans le Nord-Est de la Turquie,. Il est considéré comme une race rare.